# Шпилев, Максим Владимирович
Максим Владимирович Шпилёв (род. 28 ноября 1986, Казань) — российский волейболист, доигровщик команды «Нова».

## Спортивная карьера
Максим Шпилев — воспитанник казанской школы волейбола. В начале карьеры играл на позиции диагонального.
По ходу карьеры Шпилев играл в суперлиге за «Зенит-Казань» (2005-2009, 2010/11), «Динамо-Янтарь» (2009/10), «Тюмень» (2013/14), «Губернию» (2014/15), «Кузбасс» (2015 - 2017) и «Ярославич» (2017/18).
С лета 2018 года по май 2021 года — игрок «Динамо-ЛО».
В мае 2021 года перешёл в клуб «Югра-Самотлор».

## Достижения
- Чемпион России (2007, 2009, 2011)
- Бронзовый призер чемпионата России (2008)
- Победитель Лиги чемпионов (2008)
- Обладатель Кубка России (2007)
- Самый ценный игрок I лиги (2008)
- Обладатель Суперкубка России (2010)